# Даниел Лудолф фон дер Шуленбург
Даниел Лудолф фон дер Шуленбург (на немски: Daniel Ludolf Graf von der Schulenburg; * 1667; † 1741) е граф от род „фон дер Шуленбург“ от клон „Бялата линия“ в Саксония-Анхалт.
Той е третият син на фрайхер Александер III фон дер Шуленбург (1616 – 1683) и първата му съпруга Аделхайд Агнес фон Алвенслебен (* 2 март 1636; † 12 януари 1668), дъщеря на Гебхард XXIV фон Алвенслебен (1591 – 1667) и Берта София фон Залдерн († 1670). Баща му се жени втори път на 4 юни 1671 г. за Анна София фон Бисмарк (* 29 декември 1645; † 30 декември 1709).
Братята му са граф Матиас Гебхард фон дер Шуленбург (1660 – 1708), фрайхер, генерал-лейтенант Александер фон дер Шуленбург IV (1662 – 1733), а полубратята Август фон дер Шуленбург (1672 – 1722), Бернхард Вернер фон дер Шуленбург († 1674) и граф Якоб IV фон дер Шуленбург (1676 – 1757).
Господарите фон дер Шуленбург получават Бодендорф през 1485 г. и ок. 1530 г. построяват чифлик, и към края на 17 век Даниел Лудолф фон дер Шуленбург и съпругата му Йохана Сузана фон Дизкау построяват господарската къща. След национализацията през 1946 г. фамилията остава да живее в рицарското имение.
През 1733 г. брат му Александер (IV) фон дер Шуленбург умира с много големи задължения и неговият наследствен дял в Алтенхаузен, Шеферхоф, трябва да се продаде на брат му Даниел Лудолф.

## Фамилия
Даниел Лудолф фон дер Шуленбург се жени за Луция Доротея фон Манделслох († 1696). Те имат една дъщеря::
- Агнес Луция фон дер Шуленбург (1696 – 1713)

Даниел Лудолф фон дер Шуленбург се жени втори път 1697 г. за Йохана Сузана фон Дизкау (* ок. 1674/1679; † 1736), дъщеря на Карл фон Дизкау (1653 – 1721) и Йохана фон Льозер (1658 – 1715). Те имат 15 деца:
- Карл фон дер Шуленбург (1698 – 1767)
- Александер фон дер Шуленбург (1699 – 1699)
- Йохана Шарлота фон дер Шуленбург (1700 – 1778)
- София Елеонора фон дер Шуленбург (1701 – 1739), омъжена за Рудолф Август фон Крозигк
- Маргарета Еренгард фон дер Шуленбург (1702 – 1765), омъжена за Фридрих Вилхелм фон Клинковстрьом
- Даниел фон дер Шуленбург (1703 – 1703)
- Доротея Сузана фон дер Шуленбург (* 8 август 1704; † 16 януари 1767), омъжена на 10 август 1736 г. за братовчед ѝ фрайхер Георг Ернст фон дер Шуленбург (* 31 октомври 1704, Хановер; † 23 януари 1765, Кала, Бремен), син на чичо ѝ Александер фон дер Шуленбург IV (1662 – 1733)
- Йохан Фридрих фон дер Шуленбург (1705 – 1709)
- Даниел Лудолф фон дер Шуленбург (1706 – 1707)
- Гебхард фон дер Шуленбург (1708 – 1779)
- Берта София фон дер Шуленбург (* 30 май 1709, Алтенхаузен; † 22 април 1785, Локстен), омъжена за фрайхер Фридрих Кристоф фон Хамерщайн (* 9 май 1679, Квакенбрюк; † 25 ноември 1740, Локстен)
- Августа Кристиана фон дер Шуленбург (* 1710)
- Матиас VI фон дер Шуленбург (1711 – 1764)
- Фридрих Вилхелм III фон дер Шуленбург (1714 – 1794), женен I. за Фридерика Вилхелмина фон Цастров, II. (1766) за Ернестина Фридерика Шарлота фон Алвенслебен (1744 – 1770)
- Фридерика Хенриета фон дер Шуленбург (1717 – 1763), омъжена за фрайхер Карл Лудвиг фон Ботмер (* 12 февруари 1699; † 15 май 1749)